# Rheumaptera albofasciata
Rheumaptera albofasciata är en fjärilsart som beskrevs av Inoue 1986. Rheumaptera albofasciata ingår i släktet Rheumaptera och familjen mätare. Inga underarter finns listade.